# Nils Hansson (latinist)
Nils Henning Hansson, född 13 april 1919 i Mölleberga församling, Malmöhus län, död 1976 i Ängelholm, var en svensk latinist.
Hansson, som var son till lantbrukare Nils Hansson och Hanna Nilsson, avlade studentexamen i Malmö 1939, blev filosofie kandidat vid Lunds universitet 1943, filosofie magister 1944, filosofie licentiat 1947 och filosofie doktor på avhandlingen Textkritisches zu Juvencus 1950. Han genomförde provår 1951, var extra ordinarie adjunkt vid Lunds katedralskola 1951–1952, vid Malmö latinskola 1952–1953, lektor vid Mariestads högre allmänna läroverk 1953–1955, vid Ängelholms högre allmänna läroverk 1955–1960, rektor där från 1960, lektor i latin vid S:t Petri högre allmänna läroverk i Malmö från 1960, och lektor i högstadiets metodik i klassiska språk vid lärarhögskolan i Malmö från 1963.